# Edina (Liberia)
Edina è un centro abitato della Liberia, situato nella Contea di Grand Bassa.